# Rukmini Callimachi
Rukmini Maria Callimachi, née le 25 juin 1973 à Bucarest, est une journaliste roumano-américaine au New York Times.

## Biographie
Elle a étudié au Dartmouth College et au Collège d'Exeter.

## Utilisation d'informations mensongères sur Daesh
Depuis 2014, elle travaille au New York Times et y est connue comme une spécialiste du djihadisme.  
Elle est cependant soupçonné de laxisme journalistique et de manque de déontologie par son journal qui ouvre une enquête interne en 2020,.  
En octobre 2020, Shehroze Chaudhry, alias Abou Huzayfa, qui a été l'une de ses sources principales sur son enquête sur le fonctionnement de Daech intitulée « Caliphate », est mis en examen par la police fédérale canadienne pour « incitation à craindre des activités terroristes »: il se faisait faussement passer pour infiltré dans l'organisation. Ses affabulations, publiées par Rukmini Callimachi dans le New York Times ont pesé dans la décision du gouvernement canadien de refuser le rapatriement de ses ressortissants liés à Daech au Moyen-Orient.